# Coluria (planta)
Coluria es un género de plantas con flores de la familia Rosaceae; tiene nueve especies. Nativo de Asia, Siberia y Altái.
Es una planta herbácea perenne que alcanza los 30 cm de altura y otros 30 cm de ancho. Las flores son hermafroditas y son polinizadas por insectos. Crece en las riveras de los ríos de montaña.

## Taxonomía
Coluria fue descrito por Robert Brown y publicado en Chloris Melvilliana 18, en el año 1823.

## Especies
- Coluria elegans
- Coluria geoides
- Coluria henryi
- Coluria longifolia
- Coluria mongolica
- Coluria oligocarpa
- Coluria omeiensis
- Coluria potentilloides
- Coluria purdomii